# Czerwonka (gromada w powiecie sokołowskim)
Czerwonka – dawna gromada, czyli najmniejsza jednostka podziału terytorialnego Polskiej Rzeczypospolitej Ludowej w latach 1954–1972.
Gromady, z gromadzkimi radami narodowymi (GRN) jako organami władzy najniższego stopnia na wsi, funkcjonowały od reformy reorganizującej administrację wiejską przeprowadzonej jesienią 1954 do momentu ich zniesienia z dniem 1 stycznia 1973, tym samym wypierając organizację gminną w latach 1954–1972.
Gromadę Czerwonka z siedzibą GRN w Czerwonce utworzono – jako jedną z 8759 gromad na terenie Polski – w powiecie sokołowskim w woj. warszawskim, na mocy uchwały nr VI/10/21/54 WRN w Warszawie z dnia 5 października 1954. W skład jednostki weszły obszary dotychczasowych gromad Brzozów, Brzozów kolonia, Czerwonka, Dolne Pole, Justynów i Walerów ze zniesionej gminy Grochów w tymże powiecie. Dla gromady ustalono 11 członków gromadzkiej rady narodowej.
31 grudnia 1959 do gromady Czerwonka przyłączono obszar zniesionej gromady Grochów Włościański w tymże powiecie.
31 grudnia 1962 z gromady Czerwonka wyłączono wieś Przywózki, włączając ją do gromady Sokołów w tymże powiecie.
Gromada przetrwała do końca 1972 roku, czyli do kolejnej reformy gminnej.